# Vanellus selysii
Vanellus selysii — вимерлий вид сивкоподібних птахів роду Чайка (Vanellus) родини Сивкові (Charadriidae). Вид описаний по рештках дистального відділу плечової кістки, що знайдені у Бельгії в олігоценових відкладеннях. Автор опису — П'єр-Жозеф ван Бенеден, відніс кістки до роду  Чайка (Vanellus), проте побутує думка, що скам'янілість належить викопному буревіснику виду Rupelornis definitus. Голотип зберігається у Музеї природознавства Брюселю.